# Manéglise
Manéglise est une commune française située dans le département de la Seine-Maritime en région Normandie.

## Géographie
| Rolleville             | Hermeville                 | Angerville-l'Orcher |
| Épouville              | Manéglise                  | Étainhus            |
| Saint-Martin-du-Manoir | Saint-Laurent-de-Brèvedent | Sainneville         |

Cette commune est située sur la rive droite de la Seine, à une quinzaine de kilomètres du Havre, dans le canton de Montivilliers. Elle se situe également à quatre-vingts kilomètres de Rouen et tout proche de l'autoroute A29 et à quelques kilomètres des ponts de Normandie et Tancarville.
Les formes visibles dans cette commune sont des vallées boisées ainsi que de grandes plaines sur le plateau cauchois.

### Hydrographie
La commune est située dans le bassin Seine-Normandie. Elle n'est drainée par aucun cours d'eau,.

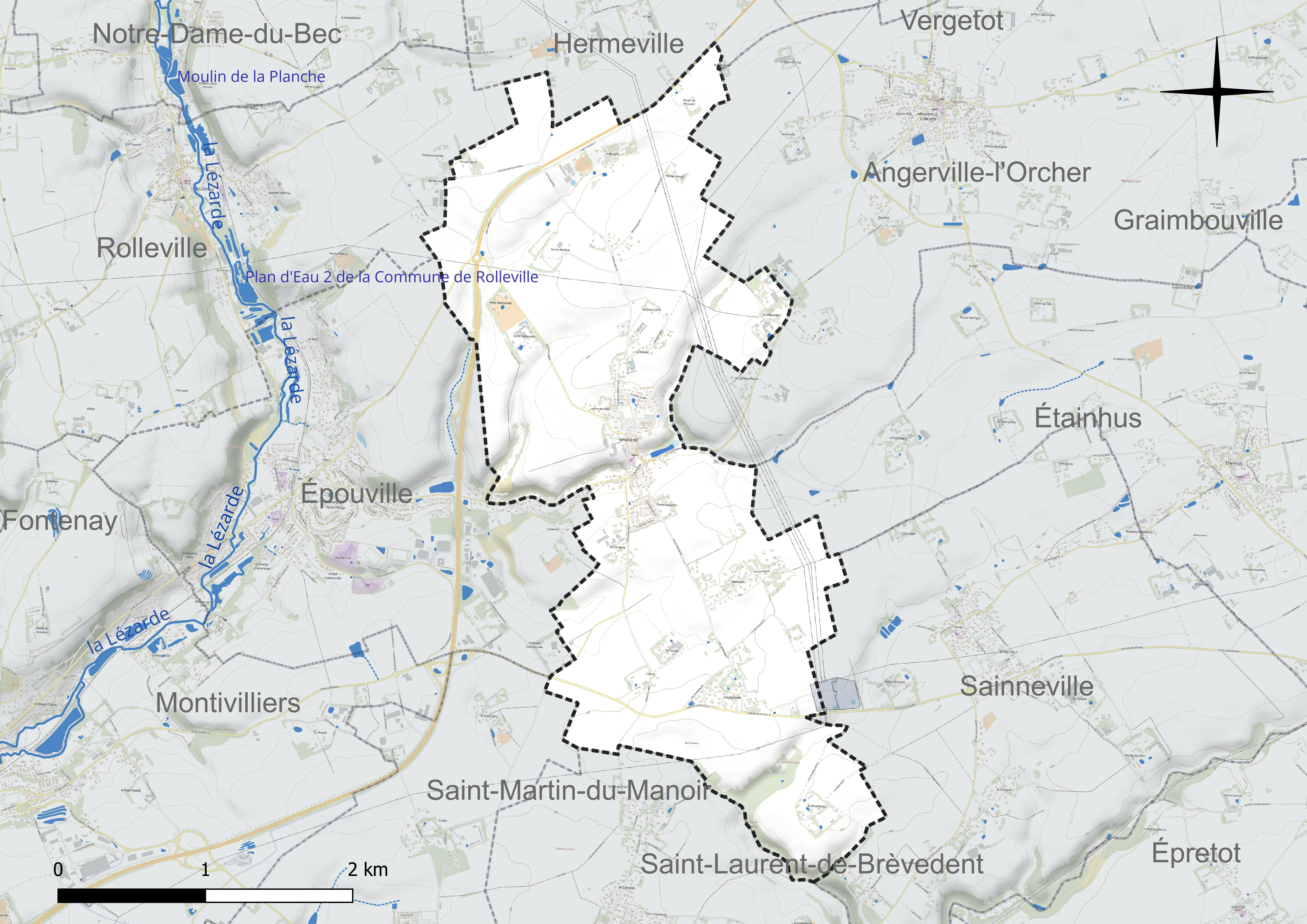
Réseau hydrographique de Manéglise.

### Climat
Pour des articles plus généraux, voir Climat de la Normandie et Climat de la Seine-Maritime.
En 2010, le climat de la commune est de type climat océanique altéré, selon une étude du CNRS s'appuyant sur une série de données couvrant la période 1971-2000. En 2020, Météo-France publie une typologie des climats de la France métropolitaine dans laquelle la commune est exposée à un climat océanique et est dans la région climatique Côtes de la Manche orientale, caractérisée par un faible ensoleillement (1 550 h/an) ; forte humidité de l’air (plus de 20 h/jour avec humidité relative > 80 % en hiver), vents forts fréquents. Parallèlement le GIEC normand, un groupe régional d’experts sur le climat, différencie quant à lui, dans une étude de 2020, trois grands types de climats pour la région Normandie, nuancés à une échelle plus fine par les facteurs géographiques locaux. La commune est, selon ce zonage, exposée à un « climat maritime », correspondant au Pays de Caux, frais, humide et pluvieux, légèrement plus frais que dans le Cotentin.
Pour la période 1971-2000, la température annuelle moyenne est de 10,4 °C, avec une amplitude thermique annuelle de 12,7 °C. Le cumul annuel moyen de précipitations est de 964 mm, avec 13,3 jours de précipitations en janvier et 8,8 jours en juillet. Pour la période 1991-2020, la température moyenne annuelle observée sur la station météorologique la plus proche, située sur la commune de Octeville-sur-Mer à 10 km à vol d'oiseau, est de 11,5 °C et le cumul annuel moyen de précipitations est de 790,7 mm,. Pour l'avenir, les paramètres climatiques de la commune estimés pour 2050 selon différents scénarios d’émission de gaz à effet de serre sont consultables sur un site dédié publié par Météo-France en novembre 2022.

## Urbanisme

### Typologie
Au 1er janvier 2024, Manéglise est catégorisée bourg rural, selon la nouvelle grille communale de densité à sept niveaux définie par l'Insee en 2022.
Elle appartient à l'unité urbaine du Havre, une agglomération intra-départementale regroupant 18  communes, dont elle est une commune de la banlieue,,. Par ailleurs la commune fait partie de l'aire d'attraction du Havre, dont elle est une commune de la couronne,. Cette aire, qui regroupe 116 communes, est catégorisée dans les aires de 200 000 à moins de 700 000 habitants,.

### Occupation des sols
L'occupation des sols de la commune, telle qu'elle ressort de la base de données européenne d’occupation biophysique des sols Corine Land Cover (CLC), est marquée par l'importance des territoires agricoles (91,8 % en 2018), une proportion sensiblement équivalente à celle de 1990 (92 %). La répartition détaillée en 2018 est la suivante : 
terres arables (68,3 %), zones agricoles hétérogènes (16 %), prairies (7,5 %), zones urbanisées (6 %), forêts (2,2 %). L'évolution de l’occupation des sols de la commune et de ses infrastructures peut être observée sur les différentes représentations cartographiques du territoire : la carte de Cassini (XVIIIe siècle), la carte d'état-major (1820-1866) et les cartes ou photos aériennes de l'IGN pour la période actuelle (1950 à aujourd'hui).

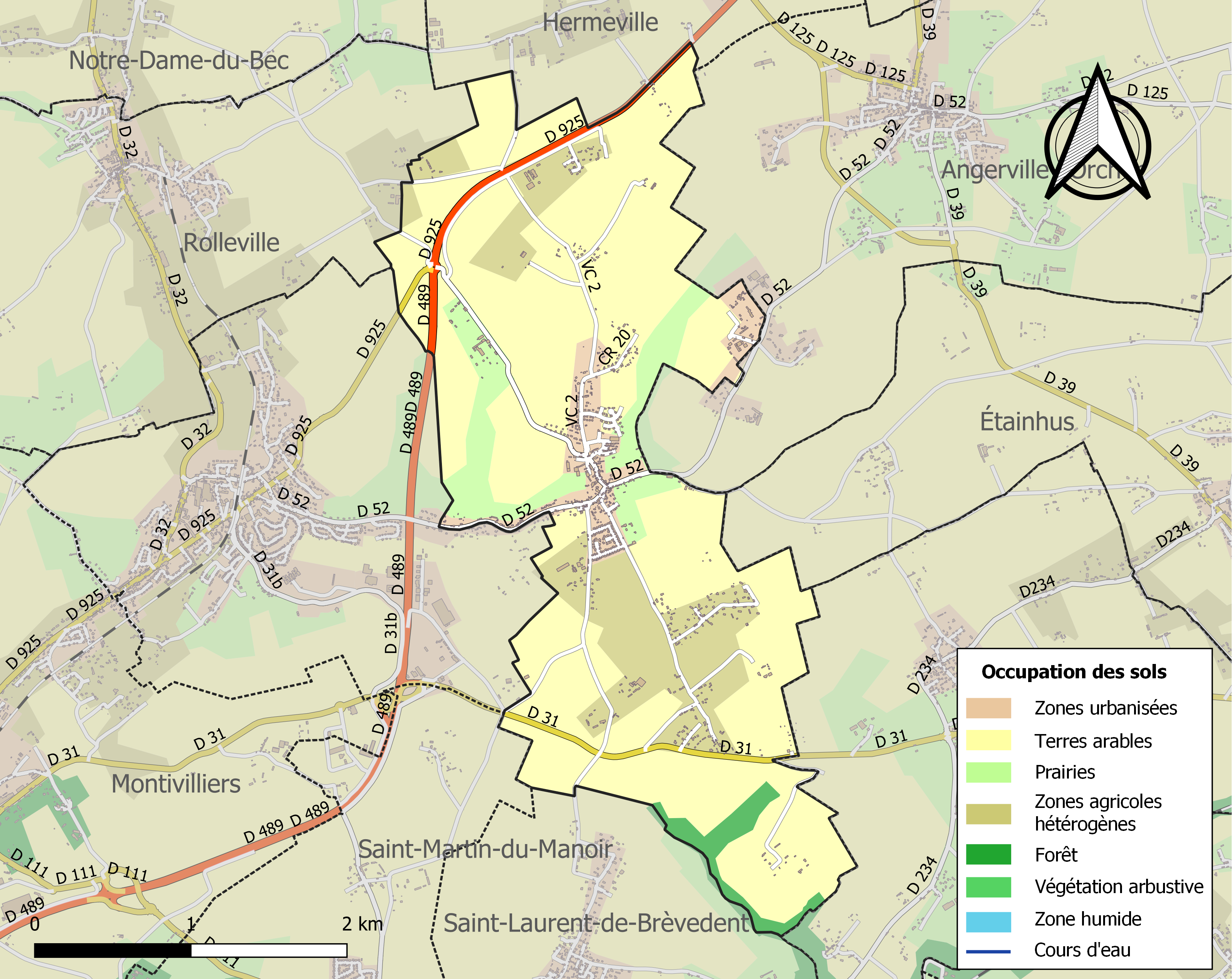
Carte des infrastructures et de l'occupation des sols de la commune en 2018 (CLC).

## Toponymie
Le nom de la localité est attesté sous les formes magna ecclesia en 1155, Magneglisa au XIIIe siècle,.
Toponyme formé de l'adjectif de la langue d'oïl manne « grande » et de église signifiant « la grande église »,.
Homonymie avec les Manneville de Normandie et même élément dans la Manneporte à Étretat.

## Histoire
L'église est placée sous le patronat de saint Germain l'Auxerrois et elle date des XIe et XIIe siècles.
Des éléments de voies romaines en différents points de la commune attestent l'existence d'un village dans l'axe de la route Harfleur - Fecamp dès la fin de l'Antiquité. Vers 900, le territoire de la paroisse faisait partie du fief de Montivilliers et le village prend vraiment forme avec l'arrivée de moines du prieuré de Longueville la Giffard, venus défricher cette vallée.
Pour les besoins des offices, vers les années 1066, le clocher et le chœur d'une grande église sortent d'une butte sur laquelle se trouvait un ancien temple dédié à Jupiter. Une église romane d'une splendeur unique, des fiefs-fermes aux cheminées armoriées, des puits millénaires, témoignent d'une histoire datant des grandes invasions vikings. Ainsi au hameau du Mouchy, subsistent les restes d'un vieux manoir possédant un puits, dont la margelle ornée d'animaux fantastiques sculptés portait la date de 1013 ; Selon la légende, en se penchant au-dessus du puits, on entend les cloches de l'abbaye de Montivilliers. Dans ce puits, les abbesses de la ville de Montivilliers, toute proche, auraient enterré les biens des seigneurs des environs sous la menace anglaise à la suite de la prise du port d'Harfleur. Ce puits serait également le carrefour des souterrains médiévaux venant de l'abbaye de Montivilliers, du manoir de Rolleville et du château des Hellandes. La famille Hellande fut une des plus grandes familles nobles du village de Manéglise. Ils étaient de puissants chevaliers au service du roi de France durant des siècles. C'est ainsi que l'on retrouve Jehan de Hellande à la croisade en Terre Sainte en 1099 ou encore Robert de Hellande fidèle du roi français à la bataille d'Azincourt.
La commune de Manéglise fut une scène de théâtre où les bruits des armes, les cris de soldats et le hennissement des chevaux couvraient les plaines alentour lors des affrontements entre Anglais et Français lors de la guerre de Cent Ans (1337-1453).
Toutefois, l'histoire d'une commune comme Manéglise est difficile à décrire puisque de nombreuses archives furent détruites en 1562 lors des guerres de Religion, puis à la suite de la Révolution française de 1789. Ce qui entraînera quelques légendes propres à la Normandie cauchoise comme celle du gibet installé en face de l'église où paraît-il les soirs de pleine lune il est possible d'entendre les âmes des suppliciés, ainsi que de cueillir la mandragore, plante fantastique. Ou encore la légende du crucifix sanglant datant de 1660 dans les terres agricoles manéglisaises, celle concernant le nom d'une route appelé "chemin des Impériaux" qui correspondrait au passage des troupes napoléoniennes en direction du Havre.
Pendant la Première Guerre mondiale (1914-1918), un hôpital belge était installé au château des Hellandes, les morts sont toujours enterrés au cimetière communal. Ce château devint en 1940, pendant le deuxième conflit mondial, un hôtel où de nombreux dignitaires allemands séjournèrent tel que le maréchal Rommel.
Les années d'après voient Manéglise comme un but de promenade à la campagne. On y vient du Havre en famille, pour goûter les spécialités normandes. Mais petit à petit, les données vont changer et cette commune s'inclut dans un phénomène qui est contemporain, celui de la péri-urbanisation. Malgré tout au-delà d'un style de vie beaucoup plus citadin qu'autrefois, elle reste une commune typique du pays de Caux où l'on retrouve des clos masures, restes des anciennes familles de la basse noblesse normande. On peut y retrouver de nombreux vestiges tels que l'église ou encore, un ancien hôpital belge dans le château des Hellandes ainsi que de nombreuses légendes cauchoises.
Le domaine des Hellandes (cf "le pays de Caux")
En arrivant sur la commune de Manéglise, on passe devant le château moderne des Hellandes, grande villa élevée en 1904 par M. Levesque sur l'emplacement d'une demeure du XVIIe siècle qui avait elle-même remplacé une forteresse détruite pendant la guerre de Cent Ans. Il n'y a pas moins de onze lieux-dits ou fiefs, dans la Seine-Maritime, se réclamant du nom de Hellande ou Hellandes, porté par une ancienne famille normande, mais Saint-Aignan-sur-Ry, Angerville-l'Orcher et Manéglise ont été les plus importants de leurs biens. Jehan Hellande participa au siège de Jérusalem en 1099.
En 1309, Simon de Hellande et Jean Malet de Graville tentèrent conjointement d'obtenir le droit de présenter à la cure, en leur qualité de plus importants seigneurs. Le patronage fut néanmoins confirmé au bénéfice des religieux du prieuré de Longueville qui en avaient reçu donation en 1155, comme celle de 26 autres paroisses du pays de Caux.
Ce prieuré Sainte-Foy avait été fondé par les Giffard qui, avant d'être chargés de la protection de la vallée de la Scie, avaient défendu la vallée de la Lézarde. On devine encore leur énorme motte féodale sur le pourtour Nord de l'enceinte de Montivilliers. La rivalité de patronage entre le prieuré et les Hellande, seigneurs locaux, et avec les Malet, leurs suzerains, se prolongea pendant plusieurs générations jusqu'à ce qu'intervienne une transaction.
En 1371, Jehan de Hellande, fils de Simon, était préposé, avec deux autres chevaliers et trois écuyers, à la garde de la ville de Montivilliers où se trouvait sa résidence, le manoir de la Fontaine. Robert, le fils ainé de ce Jehan, épousa en 1380 Jehanne de Montmorency-Beaussault et devint en 1399 capitaine de Pont-de-l'Arche. Chambellan du roi, bailli de Rouen en 1414, il fut fait prisonnier à Azincourt et mourut quelques mois plus tard, en décembre 1415.
Déclaré rebelle par Henry V, Robert, son second fils, fut dépouillé de ses biens, de même que son fils Roger ; et Clément Overton, le capitaine anglais de Montivilliers, occupa le manoir de la Fontaine, puisqu'il résidait déjà aux Hellandes. Tout rentra dans l'ordre à la libération du territoire, mais une vingtaine d'années plus tard, la famille s'éteignit malheureusement dans les mâles. La seigneurie revint au petit-fils de Roger de Hellande dont la mère avait épousé Jehan de Trousseauville. C'est de l'autre côté de l'eau, à Epreville-en-Lieuvin, comme aussi à Marcouville et à Saint-Christophe, que l'on connaît cette famille. Les frères Jehan et Gilles de Trousseauville épousèrent Anne et Renée filles de Roger de Hellande.
En 1581, le domaine était aux mains des Auber, seigneurs de Bléville. En 1645, François de Saint Denis vendit le fief à Hector Desmares, seigneur de Tournay et de Saint-Gilles, qui avait épousé Charlotte de Canouville (Grosmesnil). Adrien, son fils, lui succéda en 1672, mais après la mort de ses deux fils, en 1718 et 1719, le domaine passa aux neveux, époux des deux sœurs Desmares, d'abord Pierre-François de Paulmier d'Annemours, lieutenant de frégate, puis François Tiéchard. François Nicolas, leur héritier, était le fils naturel du chancelier d'Aguesseau. Il épousa en 1803 Élisabeth Viard, d'une famille protestante. Félix-Charles Levesque (1842-1919) fit raser l'ancien château. Marcel-Adolphe qui en hérita en 1917, vendit la nouvelle habitation qui avait servi d'hôpital belge pendant la guerre.

## Politique et administration

### Liste des maires
| Période                                  | Période                    | Identité            | Étiquette | Qualité |
| ---------------------------------------- | -------------------------- | ------------------- | --------- | --- |
| Les données manquantes sont à compléter. |                            |                     |           | |
| mars 1995                                | mai 2020                   | Daniel Soudant      |           | Président du Syndicat mixte des bassins-versants[Quand ?] Vice-président de la CODAH (2014 → 2018) Vice-président de la CU Le Havre Seine Métropole (2019 → 2020) |
| mai 2020                                 | En cours (au 10 août 2020) | Marc-Antoine Tétrel | Horizons  | Entrepreneur |

### Jumelages
La commune est jumelée avec :
- Pecq (Belgique) -Hainaut ;
- Saint-Épiphane (Canada) au Québec ;
- Swanmore (Royaume-Uni).

## Population et société

### Démographie
L'évolution du nombre d'habitants est connue à travers les recensements de la population effectués dans la commune depuis 1793. Pour les communes de moins de 10 000 habitants, une enquête de recensement portant sur toute la population est réalisée tous les cinq ans, les populations de référence des années intermédiaires étant quant à elles estimées par interpolation ou extrapolation. Pour la commune, le premier recensement exhaustif entrant dans le cadre du nouveau dispositif a été réalisé en 2004.

En 2022, la commune comptait 1 267 habitants, en évolution de −0,78 % par rapport à 2016 (Seine-Maritime : +0,35 %, France hors Mayotte : +2,11 %).
| 1793 | 1800 | 1806 | 1821  | 1831 | 1836 | 1841 | 1846 | 1851 |
| ---- | ---- | ---- | ----- | ---- | ---- | ---- | ---- | ---- |
| 616  | 610  | 618  | 1 495 | 605  | 609  | 613  | 600  | 619  |

| 1856 | 1861 | 1866 | 1872 | 1876 | 1881 | 1886 | 1891 | 1896 |
| ---- | ---- | ---- | ---- | ---- | ---- | ---- | ---- | ---- |
| 610  | 635  | 709  | 584  | 626  | 582  | 542  | 638  | 582  |

| 1901 | 1906 | 1911 | 1921 | 1926 | 1931 | 1936 | 1946 | 1954 |
| ---- | ---- | ---- | ---- | ---- | ---- | ---- | ---- | ---- |
| 592  | 592  | 551  | 509  | 535  | 591  | 574  | 652  | 604  |

| 1962 | 1968 | 1975 | 2004  | 2006  | 2009  | 2014  | 2019  | 2022  |
| ---- | ---- | ---- | ----- | ----- | ----- | ----- | ----- | ----- |
| 552  | 513  | 604  | 1 173 | 1 151 | 1 152 | 1 272 | 1 228 | 1 267 |

## Culture locale et patrimoine

### Lieux et monuments

#### Monument historique

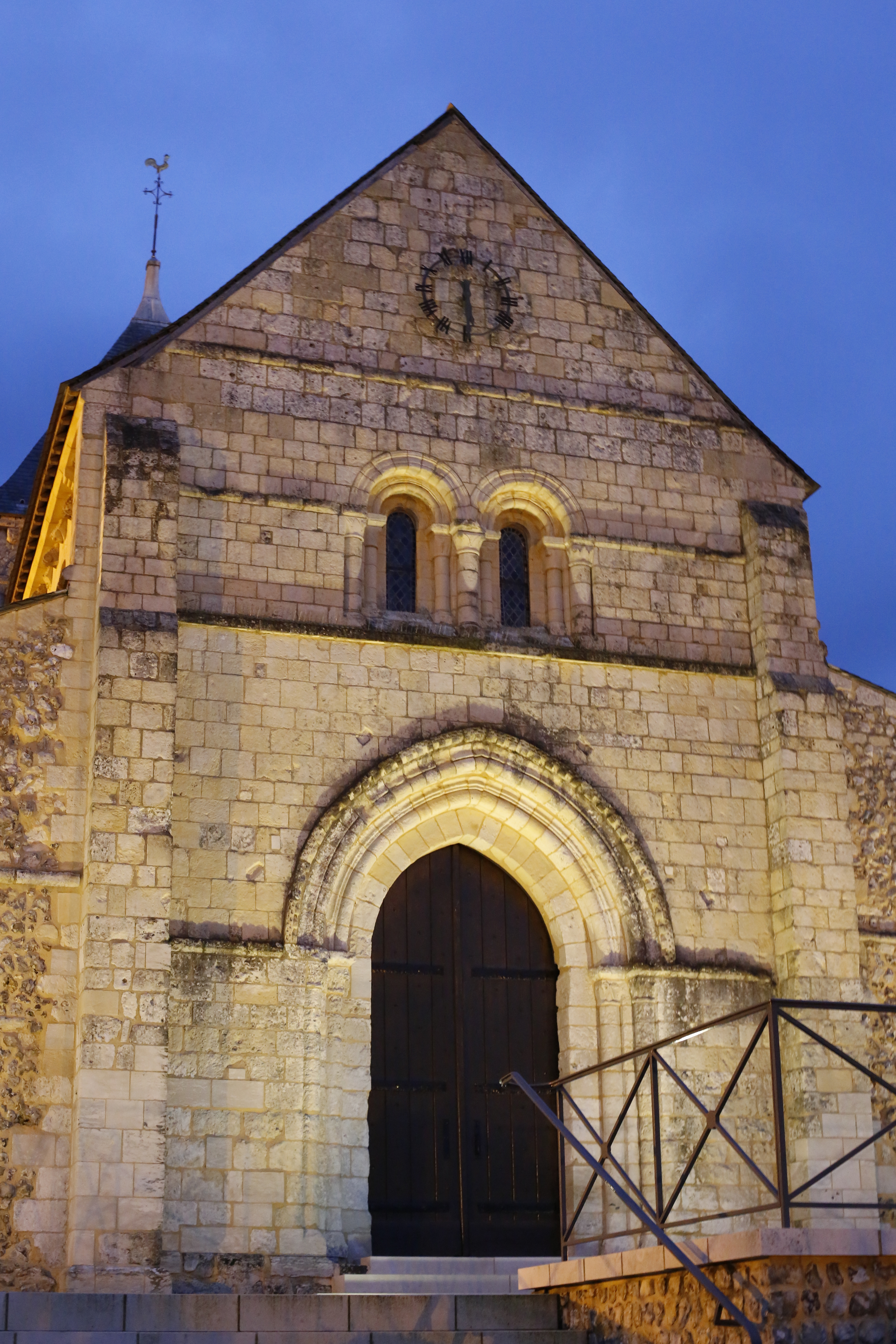
L'église Saint-Germain.

La commune abrite un monument historique :
- l'église Saint-Germain, construite à partir du XIe siècle. Elle a été classée par arrêté du 12 juillet 1886[24].

#### Autres lieux et monuments
(janvier 2014).
Si vous disposez d'ouvrages ou d'articles de référence ou si vous connaissez des sites web de qualité traitant du thème abordé ici, merci de compléter l'article en donnant les références utiles à sa vérifiabilité et en les liant à la section « Notes et références ».
- Au hameau du Mouchy existe une demeure vieille de plusieurs siècles possédant une monumentale cheminée armoriée. On distingue, à droite, un écusson doté de trois fleurs de lys, tandis que sur le montant gauche, deux fleurs de lys, alternant avec deux feuilles de chêne. Ce manoir possède également un puits, dont la margelle sculptée porte la date de 1013, entourée de figures d'animaux domestiques.

Le puits du Mouchy serait le carrefour de souterrains venant de l'abbaye de Montivilliers, du manoir de Rolleville, du château des Hellandes.
- La ferme d'Herbouville est ancien fief seigneurial du Moyen Âge avec ses bâtiments en pierre, son colombier en pierre de Saint-Jean datant de 1663; le château des Hellandes est un fief plus important datant des premières grandes croisades.
- Le manoir du Crucifix, restauré par ses occupants, remonte au XVe siècle et est une ancienne possession de la famille Duval de Coupeauville.
- Le manoir Sénécal aujourd'hui en ruine possède une grande cheminée armoriée ainsi que des dessins de façade très intéressants.
- À côté de l'église se trouve un presbytère datant du XVIe siècle, jouxtant un autre fief ferme possédant lui aussi une cheminée vieille de plusieurs siècles et portant des armoiries.
- Le calvaire mythique de la commune où préfigure l'origine d'une grande légende du XVIIe siècle, que peu de Manéglisais pourraient narrer.
- Le cimetière communal comporte un carré de tombes de Belges tombés durant la guerre 1914-1918.

### Personnalités liées à la commune
- David Auradou, ancien rugbyman du Racing Métro 92, ancien joueur de l'équipe de France de rugby à XV, est originaire de Manéglise.

### Patrimoine naturel

#### Site classé
- L'église, le calvaire, l'if, le monument aux morts et le cimetière de Manéglise  Site classé (1936)[25].

### Héraldique
| Armes de Manéglise | Les armes de la commune de Manéglise se blasonnent ainsi : D'azur à l'église du lieu d'or, accompagnée en pointe de trois fermaux du même, ordonnés 2 et 1; chapé de gueules chargé à dextre de deux bouquets de deux épis de blé d'or, les épis brochant l'un sur l'autre, les tiges courbées et passées en sautoir et à senestre de deux léopards du même, l'un au-dessus de l'autre; au chevron en filet d'argent brochant sur le chapé. Les deux léopards d'or sur champ de gueules rappellent les armes de la Normandie. |